# Wydział Inżynierii Chemicznej i Procesowej Politechniki Warszawskiej
Wydział Inżynierii Chemicznej i Procesowej Politechniki Warszawskiej – jednostka organizacyjna Politechniki Warszawskiej, prowadząca działalność naukowo-dydaktyczną w zakresie inżynierii chemicznej i procesowej; został utworzony w 1991 roku w wyniku przekształcenia Instytutu Inżynierii Chemicznej, który funkcjonował na prawach Wydziału od roku 1973 (od 1986 roku jako Instytut Inżynierii Chemicznej i Procesowej). Siedziba Wydziału znajduje się przy ul. Waryńskiego 1 w Warszawie.

## Historia
Początki Wydziału Inżynierii Chemicznej i Procesowej sięgają 1947 roku, kiedy na Wydziale Chemicznym Politechniki Warszawskiej powstała Katedra Inżynierii Chemicznej kierowana przez profesora Janusza Ciborowskiego. W roku 1970 powołano Instytut Inżynierii Chemicznej na Wydziale Chemicznym, który powstał na bazie Katedry Inżynierii Chemicznej oraz Katedry Projektowania Technologicznego kierowanej przez profesora Stanisława Bretsznajdera, Katedry Jądrowej Inżynierii Chemicznej kierowanej przez profesora Anatola Seleckiego i Katedry Maszynoznawstwa Ogólnego kierowanej przez doc. Leszka Dobrzańskiego.
Instytut ten uzyskał prawa Wydziału w 1973 roku, a w 1974 roku nową siedzibę w gmachu przy ul. Waryńskiego 1 w Warszawie. W 1986 Instytut Inżynierii Chemicznej przekształcono w Instytut Inżynierii Chemicznej i Procesowej, a w 1991 roku w Wydział Inżynierii Chemicznej i Procesowej.

## Struktura
- Katedra Inżynierii Układów Rozproszonych (KIUR),
- Zakład Intensyfikacji Procesów Przemysłowych,
- Zakład Inżynierii i Dynamiki Reaktorów Chemicznych,
- Zakład Kinetyki i Termodynamiki Procesowej,
- Zakład Biotechnologii i Inżynierii Bioprocesowej,
- Laboratorium Grafenowe PW.

## Kierunki
Wydział prowadzi trójstopniowe studia na kierunku Inżynieria Chemiczna i Procesowa. Studia I stopnia trwają 3,5 roku (7 semestrów) i kończą się uzyskaniem tytułu inżyniera. 
W ramach studiów II stopnia, które trwają 1,5 roku, Wydział kształci magistrów inżynierów o następujących specjalnościach:
- Inżynieria Procesów Przemysłowych
- Bioinżynieria
- Inżynieria Układów Rozproszonych
- Inżynieria Produktów Nanostrukturalnych (w ramach  Szkoły Zaawansowanych Technologii Chemicznych i Materiałowych)
- Green Technologies in Chemical Engineering (w języku angielskim)

## Władze
- Dziekan:  prof. dr hab. inż. Marek Henczka
- Prodziekan ds. Nauki i Rozwoju: prof. dr hab. inż. Tomasz Sosnowski
- Prodziekan ds. Studiów: dr inż. Jan Krzysztoforski
- Prodziekan ds. Studenckich: dr hab. inż. Maciej Pilarek, profesor uczelni
- Prodziekan ds. Ogólnych: dr inż. Michał Wojasiński